# The Dirty Game
 The Dirty Game és una pel·lícula franco-germano-italo-americana dirigida per Christian-Jaque, Werner Klingler, Carlo Lizzani i Terence Young i estrenada el 1965.

## Argument
Relats lligats, rodats per quatre directors i representant de manera espectacular la lluita despietada dels agents secrets al voltant del món.

## Repartiment
- Esquetx dirigit per Christian-Jaque :
  - André Bourvil: Michel Lalande, agent secret
  - Annie Rodardot: Monique
  - Robert Hossein: M. Dupont
  - Georges Marchal: Serge
  - Violette Marceau: Lisa
  - Gabriel Gobin: O'Hara
  - Louis Arbessier: Ivanov
  - Jacky Blanchot: Joe
- Pels altres esquetxos :
  - Robert Ryan: el general Bruce
  - Henry Fonda: Dimitri Kourlov
  - Mario Adorf: Callaghan
  - Maria Grazia Buccella: Nathalia
  - Vittorio Gassman: Perego
  - Wolfgang Lukschy: el general rus
  - Klaus Kinski: un agent rus
  - Peter Furgó Eyck: Petchakin
  - Jacques Sernas: Glazov
  - Gabriella Giorgelli
  - Nino Crisman
  - Oreste Palella
  - Renato Terra
  - Sylvain Levignac
  - Al Mancini